# Fumaria parviflora
Fumaria parviflora là một loài thực vật có hoa trong họ Anh túc. Loài này được Lam. mô tả khoa học đầu tiên năm 1788.